# Hopman Cup 2017
Der Hopman Cup 2017 (offiziell Mastercard Hopman Cup 2017) war die 29. Ausgabe eines Mixed-Tennisturniers im australischen Perth. Er wurde vom 1. bis 7. Januar 2017 ausgetragen. Titelverteidiger war der Gastgeber aus Australien, das dieses Jahr von denselben Spielern vertreten wurde. Zum zweiten Mal gewann ein Team aus Frankreich, bestehend aus Kristina Mladenovic und Richard Gasquet.

## Teilnehmer und Gruppeneinteilung
| Nation                 | Teilnehmer                            |
| ---------------------- | ------------------------------------- |
| Deutschland            | Andrea Petković / Alexander Zverev    |
| Frankreich             | Kristina Mladenovic / Richard Gasquet |
| Schweiz                | Belinda Bencic / Roger Federer        |
| Vereinigtes Königreich | Heather Watson / Daniel Evans         |

| Nation             | Teilnehmer                                 |
| ------------------ | ------------------------------------------ |
| Australien         | Darja Gawrilowa / Nick Kyrgios             |
| Spanien            | Lara Arruabarrena Vecino / Feliciano López |
| Tschechien         | Lucie Hradecká / Adam Pavlásek             |
| Vereinigte Staaten | Coco Vandeweghe / Jack Sock                |

- Petra Kvitová zog noch vor Turnierbeginn ihre Teilnahme zurück und wurde durch Lucie Hradecká ersetzt.[2]
- Nick Kyrgios (AUS) wurde für das Mixed gegen die Vereinigten Staaten durch Matthew Ebden ersetzt.

## Spielplan

### Tabelle
| Pos. | Land                   | Gewonnen | Verloren | Spiele | Sätze |
| ---- | ---------------------- | -------- | -------- | ------ | ----- |
| 1    | Frankreich             | 3        | 0        | 88:78  | 14:6  |
| 2    | Schweiz                | 2        | 1        | 104:78 | 14:7  |
| 3    | Deutschland            | 1        | 2        | 81:87  | 8:11  |
| 4    | Vereinigtes Königreich | 0        | 3        | 71:91  | 4:16  |

| Pos. | Land               | Gewonnen | Verloren | Spiele | Sätze |
| ---- | ------------------ | -------- | -------- | ------ | ----- |
| 1    | Vereinigte Staaten | 3        | 0        | 110:77 | 17:6  |
| 2    | Spanien            | 2        | 1        | 84:83  | 10:10 |
| 3    | Tschechien         | 1        | 2        | 88:101 | 8:14  |
| 4    | Australien         | 0        | 3        | 79:98  | 8:13  |

| Abschnitt | Datum          | Team 1             | Team 2                 | Ergebnis |
| --------- | -------------- | ------------------ | ---------------------- | -------- |
| Vorrunde  | 1. Januar 2017 | Tschechien         | Vereinigte Staaten     | 0:3      |
| Vorrunde  | 1. Januar 2017 | Australien         | Spanien                | 1:2      |
| Vorrunde  | 2. Januar 2017 | Frankreich         | Deutschland            | 2:1      |
| Vorrunde  | 2. Januar 2017 | Schweiz            | Vereinigtes Königreich | 3:0      |
| Vorrunde  | 3. Januar 2017 | Vereinigte Staaten | Spanien                | 3:0      |
| Vorrunde  | 3. Januar 2017 | Australien         | Tschechien             | 1:2      |
| Vorrunde  | 4. Januar 2017 | Frankreich         | Vereinigtes Königreich | 3:0      |
| Vorrunde  | 4. Januar 2017 | Schweiz            | Deutschland            | 2:1      |
| Vorrunde  | 5. Januar 2017 | Tschechien         | Spanien                | 1:2      |
| Vorrunde  | 5. Januar 2017 | Australien         | Vereinigte Staaten     | 1:2      |
| Vorrunde  | 6. Januar 2017 | Deutschland        | Vereinigtes Königreich | 2:1      |
| Vorrunde  | 6. Januar 2017 | Schweiz            | Frankreich             | 1:2      |
| Finale    | 7. Januar 2017 | Frankreich         | Vereinigte Staaten     | 2:1      |

## Ergebnisse
| Datum          | Team 1             | Team 2                 | Ergebnis | Spiel        | Spieler 1           | Spieler 2                  | Resultat         |
| -------------- | ------------------ | ---------------------- | -------- | ------------ | ------------------- | -------------------------- | ---------------- |
| 1. Januar 2017 | Tschechien         | Vereinigte Staaten     | 0:3      | Dameneinzel  | Lucie Hradecká      | Coco Vandeweghe            | 4:6, 2:6         |
| 1. Januar 2017 | Tschechien         | Vereinigte Staaten     | 0:3      | Herreneinzel | Adam Pavlásek       | Jack Sock                  | 5:7, 6:3, 3:6    |
| 1. Januar 2017 | Tschechien         | Vereinigte Staaten     | 0:3      | Mixed        | Hradecká, Pavlásek  | Vandeweghe, Sock           | 4:2, 2:4, 1:4    |
| 1. Januar 2017 | Australien         | Spanien                | 1:2      | Dameneinzel  | Darja Gawrilowa     | Lara Arruabarrena Vecino   | 5:7, 1:6         |
| 1. Januar 2017 | Australien         | Spanien                | 1:2      | Herreneinzel | Nick Kyrgios        | Feliciano López            | 6:3, 6:4         |
| 1. Januar 2017 | Australien         | Spanien                | 1:2      | Mixed        | Gawrilowa, Kyrgios  | Arruabarrena Vecino, López | 0:4, 2:4         |
| 2. Januar 2017 | Frankreich         | Deutschland            | 2:1      | Dameneinzel  | Kristina Mladenovic | Andrea Petković            | 2:6, 1:6         |
| 2. Januar 2017 | Frankreich         | Deutschland            | 2:1      | Herreneinzel | Richard Gasquet     | Alexander Zverev           | 7:5, 6:3         |
| 2. Januar 2017 | Frankreich         | Deutschland            | 2:1      | Mixed        | Mladenovic, Gasquet | Petković, Zverev           | 4:2, 4:1         |
| 2. Januar 2017 | Schweiz            | Vereinigtes Königreich | 3:0      | Dameneinzel  | Belinda Bencic      | Heather Watson             | 7:5, 3:6, 6:2    |
| 2. Januar 2017 | Schweiz            | Vereinigtes Königreich | 3:0      | Herreneinzel | Roger Federer       | Daniel Evans               | 6:3, 6:4         |
| 2. Januar 2017 | Schweiz            | Vereinigtes Königreich | 3:0      | Mixed        | Bencic, Federer     | Watson, Evans              | 4:0, 4:1         |
| 3. Januar 2017 | Vereinigte Staaten | Spanien                | 3:0      | Dameneinzel  | Coco Vandeweghe     | Lara Arruabarrena Vecino   | 6:2, 6:4         |
| 3. Januar 2017 | Vereinigte Staaten | Spanien                | 3:0      | Herreneinzel | Jack Sock           | Feliciano López            | 3:6, 6:2, 6:3    |
| 3. Januar 2017 | Vereinigte Staaten | Spanien                | 3:0      | Mixed        | Vandeweghe, Sock    | Arruabarrena Vecino, López | 4:33, 3:42, 4:32 |
| 3. Januar 2017 | Australien         | Tschechien             | 1:2      | Dameneinzel  | Darja Gawrilowa     | Lucie Hradecká             | 6:4, 4:6, 4:6    |
| 3. Januar 2017 | Australien         | Tschechien             | 1:2      | Herreneinzel | Nick Kyrgios        | Adam Pavlásek              | 7:5, 6:4         |
| 3. Januar 2017 | Australien         | Tschechien             | 1:2      | Mixed        | Gawrilowa, Kyrgios  | Hradecká, Pavlásek         | 4:31, 3:41, 2:4  |
| 4. Januar 2017 | Frankreich         | Vereinigtes Königreich | 3:0      | Dameneinzel  | Kristina Mladenovic | Heather Watson             | 6:4, 5:7, 6:3    |
| 4. Januar 2017 | Frankreich         | Vereinigtes Königreich | 3:0      | Herreneinzel | Richard Gasquet     | Daniel Evans               | 6:4, 6:2         |
| 4. Januar 2017 | Frankreich         | Vereinigtes Königreich | 3:0      | Mixed        | Mladenovic, Gasquet | Watson, Evans              | 4:34, 4:32       |
| 4. Januar 2017 | Schweiz            | Deutschland            | 2:1      | Dameneinzel  | Belinda Bencic      | Andrea Petković            | 6:3, 6:4         |
| 4. Januar 2017 | Schweiz            | Deutschland            | 2:1      | Herreneinzel | Roger Federer       | Alexander Zverev           | 6:71, 7:64, 6:74 |
| 4. Januar 2017 | Schweiz            | Deutschland            | 2:1      | Mixed        | Bencic, Federer     | Petković, Zverev           | 4:1, 4:2         |
| 5. Januar 2017 | Tschechien         | Spanien                | 1:2      | Dameneinzel  | Lucie Hradecká      | Lara Arruabarrena Vecino   | 6:2, 6:4         |
| 5. Januar 2017 | Tschechien         | Spanien                | 1:2      | Herreneinzel | Adam Pavlásek       | Feliciano López            | 6:75, 4:6        |
| 5. Januar 2017 | Tschechien         | Spanien                | 1:2      | Mixed        | Hradecká, Pavlásek  | Arruabarrena Vecino, López | 2:4, 1:4         |
| 5. Januar 2017 | Australien         | Vereinigte Staaten     | 1:2      | Dameneinzel  | Darja Gawrilowa     | Coco Vandeweghe            | 6:3, 4:6, 7:5    |
| 5. Januar 2017 | Australien         | Vereinigte Staaten     | 1:2      | Herreneinzel | Nick Kyrgios        | Jack Sock                  | 2:6, 2:6         |
| 5. Januar 2017 | Australien         | Vereinigte Staaten     | 1:2      | Mixed        | Gawrilowa, Ebden    | Vandeweghe, Sock           | 1:4, 1:4         |
| 6. Januar 2017 | Deutschland        | Vereinigtes Königreich | 2:1      | Dameneinzel  | Andrea Petković     | Heather Watson             | 2:6, 6:73        |
| 6. Januar 2017 | Deutschland        | Vereinigtes Königreich | 2:1      | Herreneinzel | Alexander Zverev    | Daniel Evans               | 6:4, 6:3         |
| 6. Januar 2017 | Deutschland        | Vereinigtes Königreich | 2:1      | Mixed        | Petković, Zverev    | Watson, Evans              | 4:2, 4:2         |
| 6. Januar 2017 | Schweiz            | Frankreich             | 1:2      | Dameneinzel  | Belinda Bencic      | Kristina Mladenovic        | 4:6, 6:2, 3:6    |
| 6. Januar 2017 | Schweiz            | Frankreich             | 1:2      | Herreneinzel | Roger Federer       | Richard Gasquet            | 6:1, 6:4         |
| 6. Januar 2017 | Schweiz            | Frankreich             | 1:2      | Mixed        | Bencic, Federer     | Mladenovic, Gasquet        | 2:4, 2:4         |
| 7. Januar 2017 | Frankreich         | Vereinigte Staaten     | 2:1      | Dameneinzel  | Kristina Mladenovic | Coco Vandeweghe            | 4:6, 5:7         |
| 7. Januar 2017 | Frankreich         | Vereinigte Staaten     | 2:1      | Herreneinzel | Richard Gasquet     | Jack Sock                  | 6:3, 5:7, 7:66   |
| 7. Januar 2017 | Frankreich         | Vereinigte Staaten     | 2:1      | Mixed        | Mladenovic, Gasquet | Vandeweghe, Sock           | 4:1, 4:30        |